# Jaris flv player
Jaris FLV Player surgió de la necesidad de un reproductor de vídeos de código abierto para uso tanto personal como comercial. De esta manera el autor de Jaris FLV Player decidió en implementar su propio reproductor con características habituales encontradas en otros reproductores.
En sus comienzos Jaris FLV Player fue desarrollado utilizando la herramienta de código cerrado SWiSH Max. Para tratar de incrementar la cooperación de otros desarrolladores al proyecto, se lanzó la segunda versión esta vez programada en haXe y FlashDevelop.

## Características
- Alternador de relación de aspecto
- Soporte de pantalla completa
- Imagen de pre-visualización de contenido.
- Control de volumen
- Control de avance
- Muestra del tiempo
- Uso de logo propio
- Soporte para enlace en el logo
- Cambiar posición del logo
- Esconder controles en pantalla completa
- Colores de controles personalizados
- Escalamiento de hardware
- Atajos de teclado

## Licencia
Jaris FLV Player está bajo las licencias GPL o LGPL, lo que significa que puede ser utilizado comercialmente. Lo único que el autor pide a cambio es que todas las mejoras que le hagan al reproductor deben ser reportadas a la página oficial de proyecto, así se asegura que todas las personas puedan disfrutar de las nuevas características introducidas así como cualquier mejora. De esta manera todos pueden ayudar a mantener una herramienta que se mantenga al día con la creciente demanda de multimedia.

## Versiones

### Jaris 2.0.7 Beta
- Arreglado problema de seguridad con YouTube que no permitía comunicarse con el mismo

### Jaris 2.0.6 Beta
- Agregado: mostrar la relación aspecto en una etiqueta al cambiarla
- Mejora en legibilidad del texto
- Solamente adjuntar el netstream al objeto de video si el InputType es vídeo
- Remover el póster del código de player

### Jaris 2.0.4 Beta
- Arreglado problema con la barra desplazadora después de cambiar a pantalla completa permanecía larga.
- Otras partes del código documentadas.

### Jaris 2.0.3 Beta
- Soporte para rtmp streaming
- Soporte para YouTube
- Mejor soporte para http streaming como lighttpd
- Arreglo de cálculo de relación de aspecto en aspecto original
- Y muchas horas de mejoras

### Jaris 2.0.2 Beta
- Implementación de EventDispatcher en el reproductor en vez de utilizar método custom
- Arreglado la obtención del ancho de escena en IE al usar swfobjects
- Algunas mejoras a los controles cuando el alto es corto
- Otras mejoras en código
- Añadido id3 en los eventos del reproductor

### Jaris 2.0.1 Beta
- Cambiar de calidad usando el menú de contexto
- Introducción del parámetro type
- Soporte inicial de mp3
- Arreglos al loaders
- Arreglos a los controles
- Parámetro de duración para indicar cuanto tiempo dura el archivo a reproducir.
- Otras mejoras y arreglos

### Jaris 2.0 Beta
Jaris Player v2.0 beta fue desarrollado utilizando Haxe y FlashDevelop, con expectativas de que se unan más desarrolladores.
- Recreación completa del reproductor para utilizar haxe.
- Nueva interfaz de usuario completamente desarrollada en haxe.
- Ahora utiliza las librerías de action script 3.
- Nuevas opciones para el logo como agregarle enlace.
- Menú de contexto con controles de reproducción.
- Intercambiar diferentes relaciones de aspecto.
- Mejor posicionamiento del video.
- Esconder los controles en pantalla completa.
- Escalamiento de hardware como configuración opcional.
- Uso de video smoothing para mejor calidad de vídeo.